# گمینا نووی تارگ
گمینا نووی تارگ (به لهستانی:  Gmina Nowy Targ) یک گمینا در لهستان است که در شهرستان نووی تارگ واقع شده است. گمینا نووی تارگ ۲۰۸٫۶۵ کیلومتر مربع مساحت و ۲۲٬۰۷۰ نفر جمعیت دارد.